# جوان كلير غراهام
جوان كلير غراهام (بالإنجليزية: Joan Claire Graham)‏ هي كاتبة غنائية أمريكية، ولدت في 21 نوفمبر 1945 في ألبرت ليا في الولايات المتحدة.